# British Home Championship 1983
De British Home Championship van 1983 was de 88e editie van de British Home Championship. Het toernooi werd gehouden van 23 februari tot en met 1 juni 1983. Engeland werd kampioen.

## Eindstand
| Team          | Gsp | W | G | V | DV | DT | DS | Ptn |
| ------------- | --- | - | - | - | -- | -- | -- | --- |
| Engeland      | 3   | 2 | 1 | 0 | 4  | 1  | +3 | 5   |
| Schotland     | 3   | 1 | 1 | 1 | 2  | 2  | 0  | 3   |
| Noord-Ierland | 3   | 0 | 2 | 1 | 0  | 1  | –1 | 2   |
| Wales         | 3   | 1 | 0 | 2 | 2  | 4  | –2 | 2   |

## Wedstrijden
|                                                     |                                        |       |              |                                                                                  |
| 23 februari 1983 «onderlinge duels» 19:45 uur (UTC) | Engeland                               | 2 – 1 | Wales        | Wembley Stadium, Londen Toeschouwers: 24.000 Scheidsrechter: Bob Valentine (SCO) |
| 23 februari 1983 «onderlinge duels» 19:45 uur (UTC) | Terry Butcher 39' Phil Neal 78' (pen.) |       | 14' Ian Rush | Wembley Stadium, Londen Toeschouwers: 24.000 Scheidsrechter: Bob Valentine (SCO) |

|                                                  |           |       |               |                                                                                |
| 24 mei 1983 «onderlinge duels» 20:00 uur (UTC+1) | Schotland | 0 – 0 | Noord-Ierland | Hampden Park, Glasgow Toeschouwers: 16.238 Scheidsrechter: Keith Hackett (ENG) |
| 24 mei 1983 «onderlinge duels» 20:00 uur (UTC+1) |           |       |               | Hampden Park, Glasgow Toeschouwers: 16.238 Scheidsrechter: Keith Hackett (ENG) |

|                                                |               |       |          |                                                                              |
| 28 mei 1983 «onderlinge duels» 19:30 uur (UTC) | Noord-Ierland | 0 – 0 | Engeland | Windsor Park, Belfast Toeschouwers: 16.238 Scheidsrechter: Howard King (WAL) |
| 28 mei 1983 «onderlinge duels» 19:30 uur (UTC) |               |       |          | Windsor Park, Belfast Toeschouwers: 16.238 Scheidsrechter: Howard King (WAL) |

|                                                  |       |                               |           |                                                                                 |
| 28 mei 1983 «onderlinge duels» 15:00 uur (UTC+1) | Wales | 0 – 2                         | Schotland | Ninian Park, Cardiff Toeschouwers: 14.100 Scheidsrechter: Malcolm Moffatt (NIR) |
| 28 mei 1983 «onderlinge duels» 15:00 uur (UTC+1) |       | 11' Andy Gray 67' Alan Brazil |           | Ninian Park, Cardiff Toeschouwers: 14.100 Scheidsrechter: Malcolm Moffatt (NIR) |

|                                                  |               |                   |       |                                                                                |
| 31 mei 1983 «onderlinge duels» 20:00 uur (UTC+1) | Noord-Ierland | 0 – 1             | Wales | Windsor Park, Belfast Toeschouwers: 8.000 Scheidsrechter: Hugh Alexander (SCO) |
| 31 mei 1983 «onderlinge duels» 20:00 uur (UTC+1) |               | 64' Gordon Davies |       | Windsor Park, Belfast Toeschouwers: 8.000 Scheidsrechter: Hugh Alexander (SCO) |

|                                                  |                                    |       |           |                                                                                     |
| 1 juni 1983 «onderlinge duels» 19:45 uur (UTC+1) | Engeland                           | 2 – 0 | Schotland | Wembley Stadium, Londen Toeschouwers: 84.000 Scheidsrechter: Erik Fredriksson (SWE) |
| 1 juni 1983 «onderlinge duels» 19:45 uur (UTC+1) | Bryan Robson 13' Gordon Cowans 54' |       |           | Wembley Stadium, Londen Toeschouwers: 84.000 Scheidsrechter: Erik Fredriksson (SWE) |